# EnPro Industries
EnPro Industries mit Sitz in Charlotte (North Carolina) ist ein börsennotiertes US-amerikanisches Industrieunternehmen.

## Hintergrund
Enpro entstand 2002 durch Abspaltung des Dichtungs- und Motorengeschäfts der Goodrich Corporation, das ursprünglich von Coltec Industries stammte. Die Tochter Fairbanks Morse Engine stellt schwere Dieselmotoren her. Außerdem werden Öldichtungen, Radkappen, Königszapfen und Bremsen (Stemco), Dichtungen und weitere Gummiprodukte (Garlock Sealing) hergestellt. Quincy Compressor wurde 2010 an Atlas Copco verkauft. Fairbanks Morse Engine wurde im Dezember 2019 an die Investmentfirma Arcline Investment Management verkauft. Glacier Garlock Bearings (GGB) wurde im November 2022 an die Timken Company verkauft.

## Tochterunternehmen
- Fairbanks Morse Engine
- Garlock Sealing Technologies (GST)
- Stemco
- Technetics Group